# Campeonato Mato-Grossense 2005
In 2005 werd het 63ste Campeonato Mato-Grossense gespeeld voor voetbalclubs uit de Braziliaanse staat Mato Grosso. De competitie werd georganiseerd door de FMF en werd gespeeld van 19 februari tot 3 juli. Vila Aurora werd kampioen.

## Eerste fase
De top drie kwalificeert zich voor het tweede toernooi, de andere clubs spelen de herkwalificatie voor deelname aan de derde fase. 

### Groep A
| Plaats | Club       | Wed. | W | G | V | Saldo | Ptn. |
| ------ | ---------- | ---- | - | - | - | ----- | ---- |
| 1.     | Luverdense | 6    | 4 | 1 | 1 | 17:9  | 13   |
| 2.     | Tangará    | 6    | 3 | 2 | 1 | 8:8   | 11   |
| 3.     | São José   | 6    | 2 | 2 | 2 | 8:8   | 8    |
| 4.     | Sorriso    | 6    | 1 | 1 | 4 | 3:9   | 4    |

|  | Gekwalificeerd voor tweede fase |

### Groep B
| Plaats | Club       | Wed. | W | G | V | Saldo | Ptn. |
| ------ | ---------- | ---- | - | - | - | ----- | ---- |
| 1.     | Operário   | 8    | 6 | 1 | 1 | 21:7  | 19   |
| 2.     | Santa Cruz | 8    | 4 | 3 | 1 | 13:10 | 15   |
| 3.     | Cuiabá     | 8    | 3 | 4 | 1 | 20:10 | 13   |
| 4.     | Mixto      | 8    | 2 | 0 | 6 | 15:24 | 6    |
| 5.     | Berga      | 8    | 0 | 2 | 6 | 11:27 | 2    |

|  | Gekwalificeerd voor tweede fase |

### Groep C
| Plaats | Club           | Wed. | W | G | V | Saldo | Ptn. |
| ------ | -------------- | ---- | - | - | - | ----- | ---- |
| 1.     | União          | 8    | 4 | 4 | 0 | 14:8  | 16   |
| 2.     | Vila Aurora    | 8    | 3 | 4 | 1 | 14:7  |      |
| 3.     | Grêmio Jaciara | 8    | 3 | 3 | 2 | 16:13 | 12   |
| 4.     | Juventude      | 8    | 1 | 4 | 3 | 12:13 | 7    |
| 5.     | Barra          | 8    | 1 | 1 | 6 | 8:22  | 4    |

|  | Gekwalificeerd voor tweede fase |

## Tweede fase

### Groep D
| Plaats | Club           | Wed. | W | G | V | Saldo | Ptn. |
| ------ | -------------- | ---- | - | - | - | ----- | ---- |
| 1.     | União          | 8    | 5 | 3 | 0 | 21:5  | 18   |
| 2.     | Grêmio Jaciara | 8    | 5 | 2 | 1 | 21:10 | 17   |
| 3.     | Vila Aurora    | 8    | 5 | 1 | 2 | 19:10 | 16   |
| 4.     | Luverdense     | 8    | 4 | 1 | 3 | 14:16 | 13   |
| 5.     | Operário       | 8    | 3 | 1 | 4 | 14:16 | 10   |
| 6.     | Cuiabá         | 8    | 2 | 4 | 2 | 10:14 | 10   |
| 7.     | Tangará        | 8    | 2 | 2 | 4 | 7:16  | 8    |
| 8.     | São José       | 8    | 1 | 1 | 6 | 6:17  | 4    |
| 9.     | Santa Cruz     | 8    | 0 | 3 | 5 | 4:11  | 3    |

|  | Gekwalificeerd voor derde fase |

### Herkwalificatie

#### Groep E
| Team #1 | Tot.  | Team #2 | 1ste wed | 2de wed |
| ------- | ----- | ------- | -------- | ------- |
| Sorriso | 3 - 3 | Mixto   | 2 - 1    | 1 - 2   |

#### Groep F
| Plaats | Club      | Wed. | W | G | V | Saldo | Ptn. |
| ------ | --------- | ---- | - | - | - | ----- | ---- |
| 1.     | Juventude | 2    | 2 | 0 | 0 | 4:2   | 6    |
| 2.     | Barra     | 2    | 1 | 0 | 1 | 5:4   | 3    |
| 3.     | Berga     | 2    | 0 | 0 | 2 | 1:4   | 0    |

|  | Finale herkwalificatie |

#### Finale
| Team #1 | Tot.  | Team #2   | 1ste wed | 2de wed |
| ------- | ----- | --------- | -------- | ------- |
| Sorriso | 4 - 6 | Juventude | 1 - 2    | 3 - 4   |

## Derde fase
De drie winnaars en de beste verliezer plaatsen zich voor de vierde fase.
| Team #1    | Tot.  | Team #2        | 1ste wed | 2de wed |
| ---------- | ----- | -------------- | -------- | ------- |
| Juventude  | 1 - 3 | União          | 0 - 0    | 1 - 3   |
| Operário   | 3 - 1 | Grêmio Jaciara | 2 - 0    | 1 - 1   |
| Luverdense | 2 - 5 | Vila Aurora    | 2 - 2    | 0 - 3   |

## Vierde fase
| Plaats | Club           | Wed. | W | G | V | Saldo | Ptn. |
| ------ | -------------- | ---- | - | - | - | ----- | ---- |
| 1.     | Vila Aurora    | 6    | 4 | 1 | 1 | 9:6   | 13   |
| 2.     | Operário       | 6    | 3 | 2 | 1 | 8:6   | 11   |
| 3.     | União          | 6    | 2 | 0 | 4 | 9:10  | 6    |
| 4.     | Grêmio Jaciara | 6    | 1 | 1 | 4 | 7:11  | 4    |

|  | Finale om de titel |

### Finale
|              |                         |       |                           |  |
| 26 juni Heen | Operário                | 2 – 2 | Vila Aurora               |  |
| 26 juni Heen | Gil 51' Éder Grillo 88' |       | 18' Coelho 48' (pen) Joel |  |

|              |                             |       |          |  |
| 3 juli Terug | Vila Aurora                 | 3 – 1 | Operário |  |
| 3 juli Terug | Carioca 12', 27' Luizão 80' |       | 32' Peta |  |

### Kampioen
| Campeonato Mato-Grossense de 2005 |
| Mato-Grosso                       |
| --------------------------------- |
| VILA AURORA Kampioen (1° titel)   |